# (472271) 2014 UM33
(472271) 2014 UM33 est un objet transneptunien de magnitude absolue 4,93.
Son diamètre est estimé à 500 kilomètres, ce qui le qualifie comme un candidat au statut de planète naine.
En août 2015, en utilisant le Sloan Digital Sky Survey, des observations plus anciennes ont pu étendre considérablement son arc d'observation, la plus ancienne, la pré-découverte, datant de 2003.